# ボンデージフェアリーズ
ボンデージフェアリーズ（英題：Bondage Fairies）は、昆童虫による日本の成人向け漫画作品 。

## 解説
セクシーな人間の女性のような姿をした森の妖精たちの冒険を描いた漫画作品。初期は『インセクト・ハンター』という題名でレモンキッズ 1990年7月号から1991年4月号に掲載されていたが、掲載誌の休刊に伴いヤングキッスへ移行した 。
本作は森の妖精プフィルとパミラが森を守るために様々な性行為を実行する様子が描かれ、通常の性行為や自慰、レズビアン・セックス、フェティシズム、ボンデージ、さらには哺乳類や鳥類および虫を相手にした獣姦といったアブノーマルなものまで描かれている。ただし、彼女たちが主要人物として描かれていない回も存在する。
物語の最後にはプフィルによるミニ講座が開かれており、昆虫の生態から人間の解剖学まで様々な題材を扱っている。
本作はパロディが多用されており、例えば単行本版『ボンデージフェアリーズ』第1巻に収録されている「残忍姉妹」という回の題名はチェーホフの『三人姉妹』を捩ったものであり、話の中でプフィルを捕らえる妖精姉妹の名前も『三人姉妹』にちなんだものである。
2005年に久保書店から出版された単行本『本当はエロいおとぎ話』 に、本作の続編が収録されたほか、2006年には『ボンデージフェアリーズ』第1巻と『フェアリーフェティッシュ』に収録された短篇7本を再編集して収録した『ボンデージフェアリーズ【残忍姉妹】』が出版された。
1994年にはアメリカ合衆国で英語版が発行され、本作はアメリカ合衆国で初めて商業出版された成人向け漫画作品となった 。
英語版の単行本はファンタグラフィックスのレーベルの一つであるEros Comixから刊行されている。
英語版以外にも、スウェーデン語 (Epix Förlag),ドイツ語 (BD erotix),フランス語(Bdérogène), さらにはイタリア語 (E.F. edizioni)に翻訳されたバージョンも出版されている。

## 登場人物
プフィル（Pfil）
本作の中心人物の一人である森の妖精で、純真無垢な性格をしている。英語版では男性名であるフィル(Phil)のように、 "p'fill"または "fill"としてつづられていることが多く、別の妖精から"piffle"と呼ばれて訂正する場面がある。
相棒のパミラと二人で森の巡回警護に当たっているほか、狩猟を行うこともある。
パミラ（Pamila）
プフィルの先輩である森の妖精。プフィルと比べると大人びた性格をしており開放的な部分もある。

## 書誌情報
- インセクト・ハンター:1990年2月20日発行
- ボンデージフェアリーズ:1993年4月5日発行
- フェアリーフェティッシュ:1993年10月20日発行

『インセクト・ハンター』の新装版
- ボンデージフェアリーズ2:1994年11月25日発行
- ボンデージフェアリーズ3:1995年9月25日発行

以下は新装版である
- ボンデージフェアリーズ1:1998年11月25日発行
- ボンデージフェアリーズ2:1998年12月25日発行
- ボンデージフェアリーズ3:1999年1月25日発行

- フェアリー・クリニック:2004年11月10日発行
- ボンデージフェアリーズ【残忍姉妹】:2006年3月10日発行

『ボンデージフェアリーズ』第1巻と『フェアリーフェティッシュ』に収録された短篇7本の再編集版

### 英語版
Eros Comixより発行。翻訳は トーレン・スミス とスタジオ・プロテウスが行った。
- The Original Bondage Fairies (Nos. 1-11, 1998–1999);
- The New Bondage Fairies (Nos. 1-16, 1996–1998);
- The New Bondage Fairies: Fairie Fetish (Nos. 1-8, 1998)
- Bondage Fairies Extreme (Nos. 1-15, 1999–2003)

## 評価
ジェイソン・トンプソンは自著 Manga: The Complete Guideの中で本作を「初めて商業的な成功をおさめた、日本の成人向け漫画作品」 （"the first hit translated adult manga"）と評している。

## 参考資料
- Fletcher, Dani (June 2002) Hentai Roundup Sequential Tart
- Perper, Timothy and Cornog, Martha (March 2002) Eroticism for the masses: Japanese manga comics and their assimilation into the U.S. Sexuality & Culture, 6 (1) pp. 3–126
- Thompson, Jason (2007) Manga: The Complete Guide, Del Rey.